# Спиридонов, Сергей Васильевич
Сергей Васильевич Спиридонов (1899—1956) — советский военный деятель, генерал-майор интендантской службы (11 июля 1945 года).

## Биография
Родился в 1899 году в деревне Гверстянка ныне Крестецкого района Новгородской области.
Член ВКП(б)/КПСС с 1919 года. С этого же года служил в РККА. Участник Гражданской войны, которую закончил в должности комиссара полка. Затем перешёл на тыловую и финансовую работу и в 1938 году окончил Военно-хозяйственную академию РККА (ныне Военная академия материально-технического обеспечения имени А. В. Хрулёва).
В период Великой Отечественной войны Спиридонов возглавлял финансовые отделы Северного (июнь-август 1941 года) и Ленинградского (август 1941 — июль 1945) фронтов. В июле 1945 года Ленинградский фронт был преобразован в Ленинградский военный округ, где Сергей Васильевич продолжил службу в должности начальника финансового отдела округа.
Когда 20 сентября 1947 года заместитель Министра Вооруженных Сил СССР Маршал Советского Союза А. М. Василевский и Министр высшего образования СССР С. В. Кафтанов подписали совместный приказ об организации Военного факультета при Московском финансовом институте (ныне Финансовый университет при Правительстве РФ), начальником факультета был назначен опытный финансист генерал-майор Сергей Васильевич Спиридонов. Спиридонов принял факультет в начале июня 1948 года. Прежний опыт помогал ему преодолевать первые трудности хозяйственного становления вуза. Однако руководил факультетом он недолго. В ходе «Ленинградского дела» у него возникли проблемы из-за принадлежности к фамилии Спиридонов и его стали терзать. Спас его генерал-лейтенант Яков Алексеевич Хотенко — начальник Центрального финансового управления Министерства обороны, переведя в 1949 году Сергея Васильевича на должность заместителя начальника вуза.
Умер в 1956 году.

## Награды
- Орден Ленина (21.02.1945);
- Два ордена Красного Знамени (03.01.1944, 15.11.1950);
- Орден Отечественной войны первой (30.07.1944) и второй (22.07.1945) степени;
- Орден Красной Звезды (13.05.1943);
- Медали.